# Ratnagiri (Orissa)

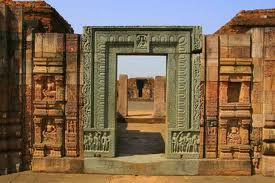
Ratnagiri, portale in pietra grigia decorata tra pareti rosse.

Ratnagiri è uno storico complesso monastico buddista nello stato indiano dell'Orissa. Si trova su una collina ed è costituito da un grande stupa e circa 700 stupa più piccoli di diversi templi e edifici monastici che risalgono dal V al XIII secolo.

## Posizione
Ratnagiri si trova nel distretto di Jajpur, a circa 70 chilometri dalla città di Cuttack nella valle di Birupa. Nella zona ci sono altri monasteri buddisti: Udayagiri e Lalitgiri.

## Storia degli scavi
La struttura venne menzionata per la prima volta nel 1906 nel Gazetteer del distretto di Cuttack in un rapporto di un funzionario del distretto di Jajpur. Gli scavi furono intrapresi per la prima volta dall'Archaeological Survey of India, dal 1958 al 1961. Solo circa 20 anni dopo apparvero i risultati, a cura di Debala Mitra. Numerose statue furono rimosse dal complesso del monastero e collocate in musei, come il Museo Indiano di Calcutta, il Museo di Patna, il Museo Nazionale di Nuova Delhi, l'Orissa State Museum e il Museo di Brooklyn.

## Edifici
Ci sono due complessi monastici principali. Il complesso edilizio del II secolo ebbe altri due periodi di costruzione nel VII e nell'XI secolo. Il Monastero 1 è il più grande dei due complessi. I suoi primi edifici risalgono all'VIII secolo, con aggiunte nell'XI secolo. Nel XVI secolo fu restaurato lo stupa principale. La statua del Buddha nel santuario del monastero 1 è nella posizione frequente del Buddha seduto. Nel monastero 2 c'è un'altra statua, un Buddha che discende dal cielo di Trāyastriṃśa.

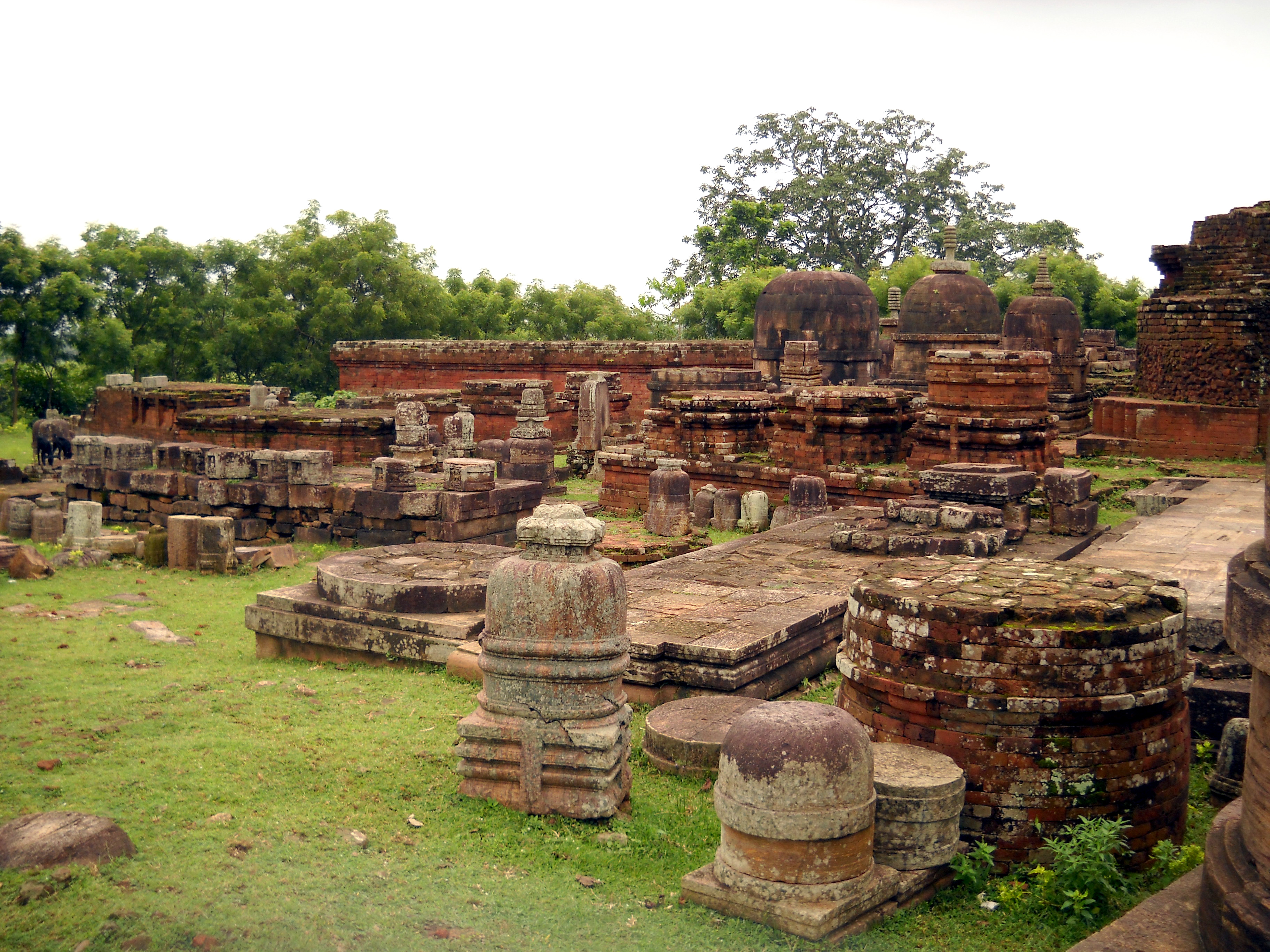
Alcuni piccoli stupa.

Un altro edificio importante è un tempio di Mahakala della fine dell'XI secolo. Il suo santuario è adornato con una statua mahakala a due braccia.

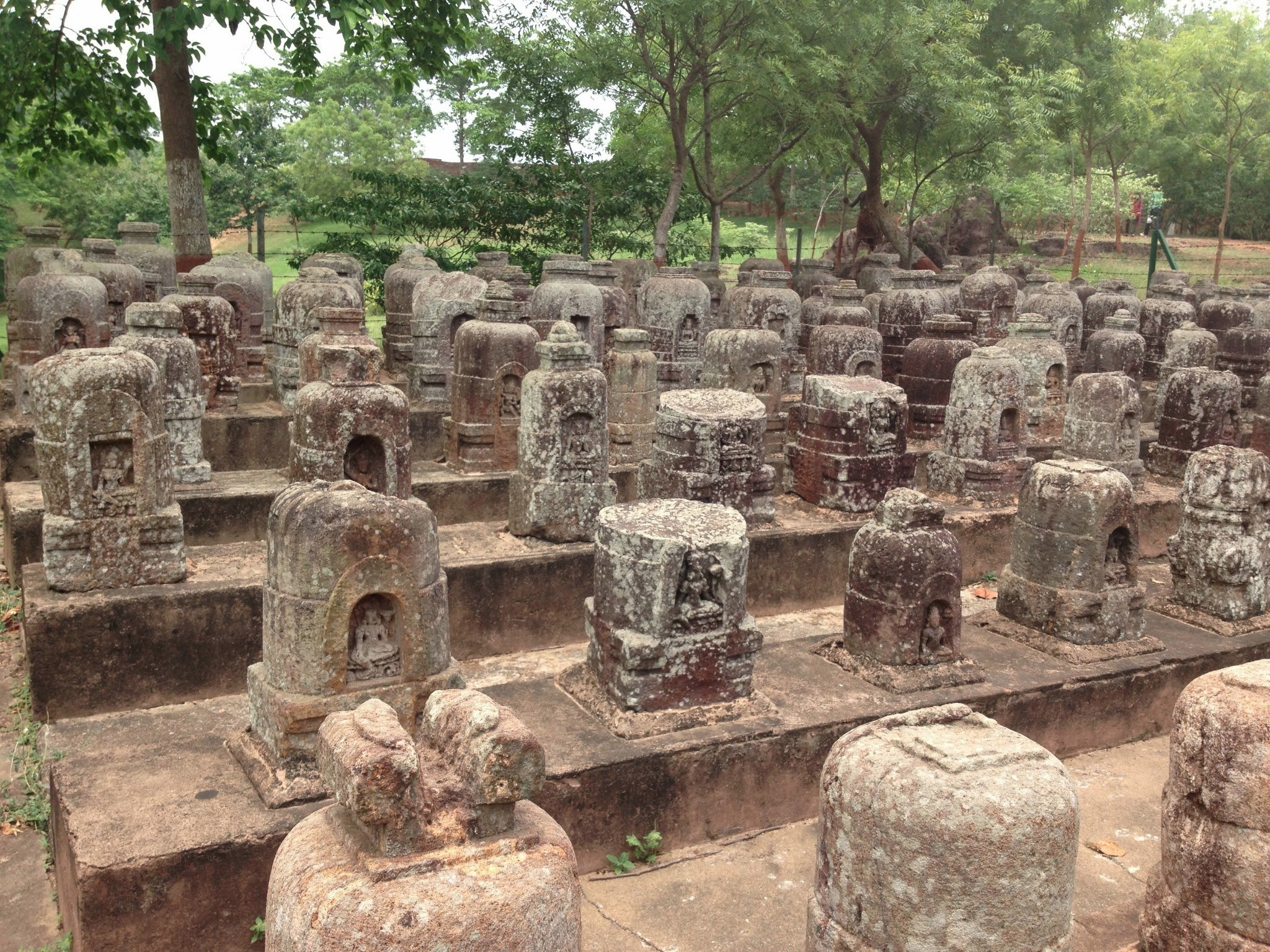
Stupa monolitici a Ratnagiri

Gli oltre 700 stupa monolitici non sono solo degni di nota per il loro gran numero, ma anche per la loro iconografia e significato. Mostrano principalmente divinità del buddismo Mahayana e Vajrayana. Gran parte di questi stupa, 535, si trovano sul lato sud-ovest dell'area principale degli stupa. La maggior parte vanno dal IX al XIII secolo e vennero realizzati localmente.